# Jimmy Stephen
Pour les articles homonymes, voir Stephen.
James « Jimmy » Findlay Stephen, né le 23 août 1922 à Johnshaven (Écosse) et mort le 5 novembre 2012, est un footballeur international écossais.